# José de la Sagra Fermín
José De la Sagra Fermín (Toledo, 4 de gener de 1976) és un exfutbolista castellanomanxec, que ocupava la posició de migcampista organitzador. Va ser internacional sub-21 amb la selecció espanyola.

## Trajectòria
De la Sagra era una de les promeses més destacades de l'Atlètic de Madrid de mitjans de la dècada dels 90. Va arribar a l'equip matalasser el 1988, provinent del Chopera, i va passar pels diferents equips inferiors atlétics fins a aplegar a l'equip B el 1993. Prompte mostra un bon joc i la temporada 94/95 debuta amb el primer equip, tot jugant dos partits, que continuarien amb un tercer a la campanya 95/96, l'any del doblet. En aquest temps, el club considerava De la Sagra com un jugador amb futur i li van fer un contracte prou avantatjós per a ser jugador de l'Atlético B.
Tot i acceptar-lo, la manca d'oportunitats va fer que de seguida el toledà deixara el conjunt del Manzanares i s'hi incorporara al filial del Barcelona. Al B blaugrana disputa només 14 partits de la temporada 96/97 i no puja al primer equip. D'aquesta manera, a l'estiu de 1997, en busca d'oportunitats, marxa a la lliga portuguesa.
A la competició lusa milita una campanya repartida entre el Boavista i el Beira Mar. El mateix succeeria a l'any següent, però a Mèxic, tot jugant al Club Atlante i al CD Irapuato. El 1999 retorna a l'Estat espanyol per jugar amb el CP Cacereño i tan sols uns mesos després, recala a l'OGC Nice francés, on tampoc gaudeix de massa oportunitats.
El 2001 deixa França i recala al CD Dénia, de la Tercera valenciana. A partir d'ací, el migcampista militarà en un tot seguit d'equips del País Valencià o d'altres grups de Tercera Divisió: Yeclano CF (02), CE Eldenc (02/03), CP Villarrobledo (03/04), CF Santa Pola (04/05), UE Altea (05/06), CE Polop (06/07), Mutxamel, Benidorm B, Calp i Alone de Guardamar.